# Des Buckingham
Des Buckingham (Oxford, Inglaterra, 7 de febrero de 1985) es un entrenador de fútbol inglés. Actualmente está sin club.

## Trayectoria

### Inicios
Nacido en Oxford, Inglaterra, Buckingham jugó en los equipos juveniles y de reserva de los equipos ingleses Reading y Oxford United.Comenzó a entrenar en su adolescencia con los equipos juveniles de Oxford y, más tarde, se incorporó al Oxford & Cherwell Valley College como entrenador y profesor a tiempo completo durante un período de cuatro años.

### Oxford United
Buckingham empezó su carrera profesional como entrenador en el Oxford United a los 18 años, trabajando inicialmente en las categorías inferiores del club. Al comienzo de la temporada 2013-14 de la EFL League Two, progresó como entrenador hasta el primer equipo, bajo las órdenes de Chris Wilder.

### Wellington Phoenix
Después de trabajar como director de desarrollo de base en WaiBOP United y Capital Football, Buckingham se unió al Wellington Phoenix durante la temporada 2014-15 de la A-League bajo la dirección técnica de Ernie Merrick como entrenador de porteros.Antes del inicio de la temporada 2016-17, fue nombrado entrenador asistente. En diciembre de 2016, fue nombrado técnico interino para que, después de cuatro encuentros como entrenador interino, fuera ratificado en el cargo hasta el final de la campaña.

### Selección de Nueva Zelanda
Luego de un paso por el Stoke City, fue nombrado al frente de la selección sub-20 de Nueva Zelanda en enero de 2018.En la Copa del Mundo, el seleccionado oceánico registró su mejor resultado en un torneo masculino de la FIFA, siendo finalmente eliminada por Colombia en los octavos de final después de una controvertida tanda de penales.
A pesar de estar vinculado a clubes de la EFL y la A-League, aceptó ser el entrenador de la selección sub-23 en junio de 2019, liderando al equipo a los Juegos del Pacífico 2019 y al Torneo Preolímpico de la OFC.El 5 de octubre de 2019, Buckingham llevó al país a disputar sus terceros Juegos Olímpicos después de ganar el Preolímpico.Sin embargo, la Asociación de Fútbol neozelandesa anunció que dejaría su puesto en abril de 2020, a pesar de que un gran grupo de jugadores escribió al organismo rector para solicitar su retención como entrenador.

### Mumbai City
El 8 de octubre de 2021, fue nombrado como entrenador del Mumbai City y firmó un contrato de dos años.En la primera temporada a cargo, el club terminó en el quinto lugar, acumulando 31 puntos en 20 partidos. El 11 de abril de 2022, llevó al equipo a su primera victoria en la Liga de Campeones de la AFC, convirtiéndose en el primer conjunto indio en ganar un partido en la competición tras vencer al Al-Quwa Al-Jawiya por 2-1.
En abril de 2023, selló un lugar en la fase de grupos de la Liga de Campeones de la AFC 2023 después de derrotar a Jamshedpur por 3-1 en una final de play-off, siendo el primer club indio en asegurar una clasificación consecutiva a la cima del fútbol de clubes asiático.El 16 de noviembre, anunció su salida del equipo después de dirigir 72 encuentros.

### Nueva etapa en el Oxford United
El 16 de noviembre de 2023, Buckingham regresó al Oxford United como entrenador al firmar un contrato a largo plazo.En mayo de 2024, obtuvo el ascenso a la EFL Championship luego de vencer al Bolton Wanderers por 2-1 en la final de los play-offs.El 16 de diciembre, fue relevado de sus funciones después de una serie de malos resultados.

## Clubes

### Como entrenador
| Club                              | País          | Año       | PJ  | PG | PE | PP | Rendimiento |
| --------------------------------- | ------------- | --------- | --- | -- | -- | -- | ----------- |
| Wellington Phoenix                | Nueva Zelanda | 2016-2017 | 19  | 6  | 6  | 7  | 42.11%      |
| Selección sub-20 de Nueva Zelanda | Nueva Zelanda | 2018-2020 | 11  | 8  | 1  | 2  | 75.76%      |
| Selección sub-23 de Nueva Zelanda | Nueva Zelanda | 2019-2020 | 12  | 9  | 3  | 0  | 83.33%      |
| Mumbai City                       | India         | 2021-2023 | 72  | 39 | 12 | 21 | 59.72%      |
| Oxford United                     | Inglaterra    | 2023-2024 | 59  | 20 | 16 | 23 | 42.94%      |
| Total                             | Total         | Total     | 176 | 85 | 38 | 53 | 55.49%      |